# 劉霄
劉宵，大興宛平（今北京）人。辽朝、金朝官员。
遠祖劉怦曾為唐朝盧龍節度使，後晉建立前夕，石敬瑭將盧龍節度使全境割讓給契丹國後，劉氏六代仕遼為相。咸雍十年（1070年），劉宵为甲寅科狀元及第。
於大安二年興龍節時（宋哲宗十二月七日生日），劉宵以太中大夫及中書舍人充史館修撰為副使，伴隨正使耶律永昌到汴京。至遼未時，官至侍中，降金後仍為侍中，及後官至中京（今北京）留守。
劉宵有子劉彥宗，官至同中書門下平章事，死後封鄆王。劉彥宗子劉筈官至宰相。劉筈子劉仲誨官至太子少師兼御史中丞。